# Paul Stamets
Paul Stamets (né le 17 juillet 1955) est un  mycologue et un écrivain américain, défenseur de la bioremédiation.

## Recherches et soutien
Paul Stamets fait partie du comité de rédaction du journal The International Journal of Medicinal Mushrooms, et est conseiller  pour le programme sur la médecine intégrée à l’École médicale de l'Université d'Arizona à Tucson, Arizona. Il recherche activement les propriétés médicinales des champignons et est engagé dans deux projets de recherches cliniques financés par les National Institutes of Health (Instituts Nationaux de la Santé) sur les traitements contre le cancer et le VIH utilisant les champignons comme thérapie associée. Ayant déposé de nombreux brevets sur les propriétés antivirales, pesticides et remédiatives du mycélium des champignons, il est décrit comme un pionnier et un visionnaire dans son domaine. Fervent défenseur de la préservation de la biodiversité, il soutient la recherche sur les champignons dans le cadre de la restauration écologique.
Auteur de nombreux livres et articles sur l’identification et la culture des champignons, Stamets a découvert 4 nouvelles espèces de champignons. Il préconise la permaculture et considère la fungiculture comme un élément de valeur, sous exploité de la permaculture. Il est aussi un chercheur majeur sur l’utilisation des champignons dans la bioremédiation, processus qu’il nomme mycoremédiation (parfois traduit par fongoremédiation). Il inclut dans ces techniques environnementales la mycofiltration.
Paul Stamets fut le lauréat du « Bioneers Award » du Collective Heritage Institute en 1998, ainsi que du « Founder of a New Northwest Award » de la Pacific Rim Association of Resource Conservation and Development Councils en 1999. Il fut aussi nommé l’un des « 50 Visionaries Who Are Changing Your World » (« 50 visionnaires qui changent votre monde ») dans le numéro de novembre décembre 2008 du Utne Reader. Ses travaux sont présentés dans un documentaire intitulé The 11th Hour (La Onzième heure).
Ses recherches et ses idées ont inspiré le personnage du Lieutenant Paul Stamets, astromycologiste, dans la série Star Trek: Discovery.
Stamets est l’abréviation botanique standard de Paul Stamets.
Consulter la liste des abréviations d'auteur en botanique ou la liste des plantes assignées à cet auteur par l'IPNI, la liste des champignons assignés par MycoBank, la liste des algues assignées par l'AlgaeBase et la liste des fossiles assignés à cet auteur par l'IFPNI.

## Famille
Il a une entreprise familiale. Paul Stamets a deux enfants Azureus et LaDena Stamets et est marié à Carolyne « Dusty » Wu Yao. Paul Stamets est un athlète accompli en arts martiaux, ceinture noire de Taekwondo (1979) et de Hwa Rang Do (1994). Il écrit aussi de la poésie japonaise[Selon qui ?].

## Œuvres
- Psilocybin Mushrooms in Their Natural Habitats: A Guide to the History, Identification, and Use of Psychoactive Fungi (2025,  (ISBN 978-0593839003))
- Fantastic Fungi: How Mushrooms Can Heal, Shift Consciousness & Save the Planet (2019,  (ISBN 978-1-68383-704-6))
- Mycelium Running: How Mushrooms Can Help Save the World (2005,  (ISBN 1-58008-579-2))
- MycoMedicinals: An Informational Treatise on Mushrooms (1999,  (ISBN 0-9637971-9-0))
- Psilocybin Mushrooms of the World (1996,  (ISBN 0-89815-839-7))
- Growing Gourmet and Medicinal Mushrooms (1996,  (ISBN 1-58008-175-4))
- Mushroom Cultivator, The (1983,  (ISBN 0-9610798-0-0))
- Psilocybe Mushrooms & Their Allies (1978)  (ISBN 0-930180-03-8)

## Filmographie
- 2007 : La Onzième Heure, le dernier virage,  film documentaire de Nadia Conners et Leila Conners Petersen : lui-même
- 2010 : 2012: Time For Change, film documentaire de João Amorim : lui-même
- Paul Stamets a inspiré un personnage homonyme, (donc éponyme) dans la serie Star Trek: Discovery.